# عين صحلنوت
عين صحلنوت،  عين في سلطنة عمان تقع في سهل صلالة وتبعد عن مدينة صلالة حوالي 15 كيلومترا تقريبا. بها مركز حراسة للعين كبقية العيون الأخرى في المحافظة وتم تعيين الكثير من أهل المنطقة فيه لحراسة العين وحمايتها.

## الموقع
تقع عين صحلنوت في سهل صلالة الممتد بين مدينة صلالة والجبال الخضراء المكسية بالأشجار والخضرة المحيطة بالمدينة وهي من أجمل الأماكن في محافظة ظفار حيث تحفها الأشجار والتلال الخضراء والجبال المكسوة بالعشب الأخضر ويطلق سكان محافظة ظفار على ينابيع المياة الطبيعية النقية الصافية. 

## السياحة
عين صحلنوت هي إحدى العيون في ظفار وتعد مقصدا لكثير من زوار المحافظة وخاصة أهل الخليج العربي الذين يقدمون إلى مدينة صلالة في فصل الصيف ولكن سكان المحافظة يطلقون عليه فصل الخريف وذلك لما تتمتع به المحافظة من جو بارد وممطر فتصل الحرارة في ولاية صلالة في هذا الفصل إلى 20 درجة فقط. تكتسي الجبال بالخضرة في هذه بسبب سقوط الأمطار الموسمية على المحافظة بعكس جميع دول الخليج العربية وشبة الجزيرة العربية التي تشتد فيها درجات الحرارة.
وتتوافر في عين صحلنوت مواقف للسيارات وأماكن لعربات بيع الطعام.
تتميز عين صحلنوت بموقعها الجميل حيث تم تحسين موقعها بالعديد من المرافق لتطويرها كتشييد أرصفة وممرات يسهل المشي والتجوال فيها أثناء موسم الخريف والذي تشهد فيه العين أعدادا كبيرة من الزائرين حيث يسود جو من المرح جنبات الساقية الموجودة في محيط العين والتي تمتد مسافة ما يقارب 4كم، وكما يستطيع الزائر مشاهد أنواع مختلفة من الطيور التي تحوم حول بركة العين وكذلك التكوينات الصخرية الجميلة لعشاق السياحة البيئية بالإضافة إلى ممارسة هواية السباحة. 
قامت بلدية ظفار بتحسين بعض المرافق والخدمات للمواقع السياحية. ولا توجد صعوبة في الوصول إلى عين صحلنوت وذلك لوجود طرق معبدة ولوائح إرشادية تساعد الزائر للوصول إلى العين بسهولة ويسر.

## الجبال
تحفها الكثير من الجبال وأهمها جبل حميث وبعض الأودية التي تصب سيولها إلى عين صحلنوت وقت الأمطار الشديدة في الغزارة وتسمى هذه الأودية باللهجة المحلية «فضيء ذا مروء» أي الآمري. وهي عين دائمة الجريان لها ساقية تمتد إلى السهل وبالتحديد إلى مزرعة صحلنوت التي تقع على طريق صلالة المعمورة بالقرب من الدهاريز.